# Acala
In het Vajrayana Boeddhisme is Ācala, ook bekend als Achala of Acala in Sanskriet en Fudo (不動) in Japan, de bekendste van Vijf Koningen van de Wijsheid van het Womb Koninkrijk (verdere benamingen: Ācalanātha, Āryācalanātha, Ācala-vidyā-rāja). Acala betekent "De Onverzetbare" in het Sanskriet. Acala is ook de naam van de achtste stap om een Bodhisattva te worden.
Acala is de vernietiger van waanideeën en de beschermer van het boeddhisme. Zijn onverzetbaarheid verwijst naar zijn kracht om vleselijke verleidingen te weerstaan. Ondanks zijn angstaanjagende uiterlijk is het zijn rol om iedereen te helpen met hun zelf controle door hen de lessen van Boeddha te laten zien.
Hij wordt gezien als de beschermheer en als hulp bij het behalen van doelen. Tempels gewijd aan Acala voeren als aanbidding periodiek een vuur ritueel voor hem uit.
De boeddha Akshobhya, wiens naam ook 'De Onverzetbare' betekent, is soms samengevoegd met Acala. Acala is echter zelf geen Boeddha, maar een van de Vijf Koningen van de Wijsheid uit het Womb Koninkrijk in Vajrayana zoals deze gevonden kan worden in zowel Indisch-Tibetaanse als in de Japanse Shingon-boeddhisme. Als 'Fudō myō-ō' wordt Acala beschouwd als een van de Dertien Boeddha's in Japan.

## Fudo
Fudo is de boeddhistische god van wijsheid en vuur. Hij is de belangrijkste godheid van de Myō-ō, ofwel de grote koningen. Fudo wordt vaak aangeroepen voor bescherming gedurende gevaarlijke tijden. Hij zou te vinden zijn in een tempel op de berg Okiyama. Fudo wordt vaak afgebeeld als een oude man die omringd is door vuur. Hij heeft een zwaard in zijn rechterhand om mensen van hun materiële eigendom te scheiden en een touw in zijn linkerhand dat gebruikt wordt om demonen mee vast te binden. Zijn zwaard wordt ook enkele keren per jaar bij Akakura gebruikt bij een gezondheidsritueel. Hij weert namelijk ook ziekten en koorts af. Iedereen die hem probeert op te zoeken wordt gestraft met blindheid.

## Iconografie
Naast het zwaard en het touw heeft hij een angstaanjagend blauwe visage en is hij omgeven door vlammen die staan voor het zuiveren van de geest. Acala wordt regelmatig afgebeeld met twee vaak zittend of staand naast een rots afgebeeld om zijn onverzetbaarheid uit te beelden. Zijn haar heeft normaal gesproken zeven knotten en vallen langs zijn linkerflank. Hij wordt ook vaak afgebeeld met twee uitstekende hoektanden, waarvan er één naar beneden is gericht wat staat voor medeleven met de wereld en één omhoog om zijn passie voor de waarheid uit te beelden.
In een andere weergave heeft hij drie ogen, zes armen, laat zijn tanden zien, en is gewapend met zwaard, bliksemschicht, bijl en slinger.